# Brian Priestley
Brian Priestley (Manchester, 10 juli 1940) is een Britse jazzpianist, arrangeur, jazzschrijver en muziekjournalist.

## Biografie
Priestley leerde op 8-jarige leeftijd piano spelen en studeerde moderne talen aan de University of Leeds. Hij arrangeerde al tijdens de jaren 1960 voor het Britse National Youth Jazz Orchestra en hij begon te schrijven over jazz, onder andere met bijdragen voor het door Albert McCarthy uitgegeven Jazz on Records (1968). In 1970 verhuisde hij naar Londen, waar hij onder andere arrangeerde voor bigbands, waaronder de Creole Rhapsody van Duke Ellington voor Alan Cohen in 1977 en waar hij optrad als jazzpianist.
Van 1977 tot 1993 onderwees hij jazzpiano aan het Goldsmiths College van de University of London. Hij is vooral bekend als schrijver van biografieën van Charlie Parker, Charles Mingus en John Coltrane, ook als co-schrijver van de Rough Guide Jazz met de jazztrompettist Digby Fairweather, met wie hij ook speelde in een eigen septet, evenals Ian Carr. Hij schreef ook als jazzcriticus voor diverse tijdschriften, waaronder Jazzwise. Hij werkte ook als jazzpresentator voor BBC Radio 3, BBC Radio London en London Jazz FM.

## Discografie
- 1994: You Taught My Heart to Sing (Spirit of Jazz)
- 1999: Love You Madly (Louise Gibbs, Brian Priestley & Tony Coe)
- 2004: Who Knows